# Mon Repos (Corfou)
Pour les articles homonymes, voir Mon Repos.
Mon Repos est un ancien palais de la famille royale grecque situé dans l'île de Corfou. Construit en 1831, il se trouve en haut d'une colline, dans le centre archéologique de Corfou (connue dans l'histoire de la Grèce antique en tant que cité grecque sous le nom de « Corcyre »). Aujourd'hui, ce bâtiment abrite le  musée archéologique de Paleopolis.

## Localisation
La propriété s'étend sur la côte est de l'île de Corfou, sur la péninsule qui ferme le lagon Halikiopoulou où se trouve également l'aéroport de Corfou ; l'extrémité nord de son parc est à moins de 200 m au sud de la baie de Garitsa, elle-même bordant le sud de la ville de Corfou.

## Histoire

### Période antique
Kanoni, dans la partie sud de la ville de Corfou, a été fondée par des colons corinthiens au VIIIe siècle av. J.-C.. Il en reste des vestiges dont une partie se trouve dans la partie ouest du parc de Mon Repos. Ainsi du temple à Héra, ou un peu plus au nord les bains romains en limite de propriété — face à l'église antique, qui se trouve quant à elle juste à l'extérieur de la propriété.

Ruines antiques dans le parc
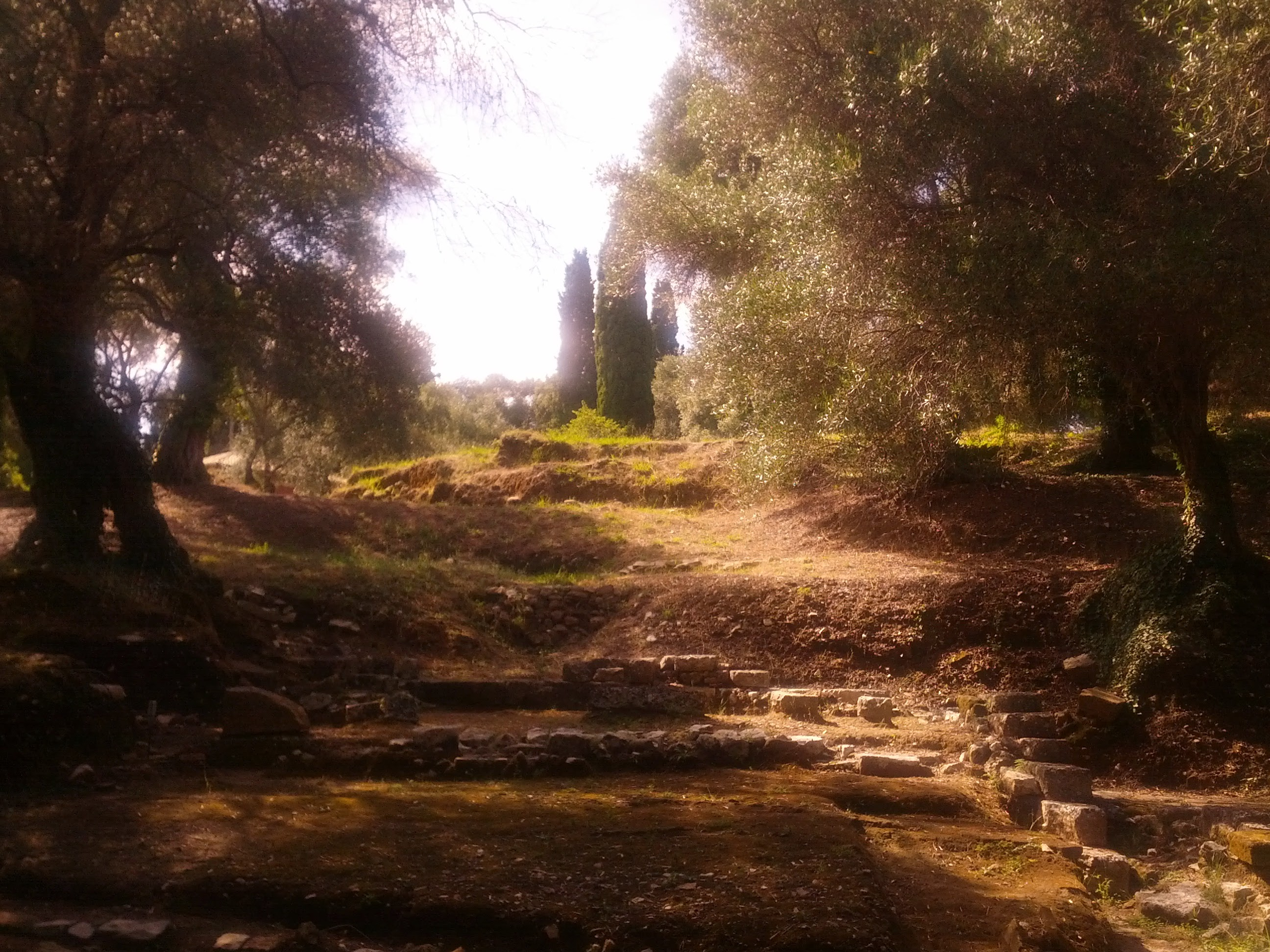
Ruines dans le parc
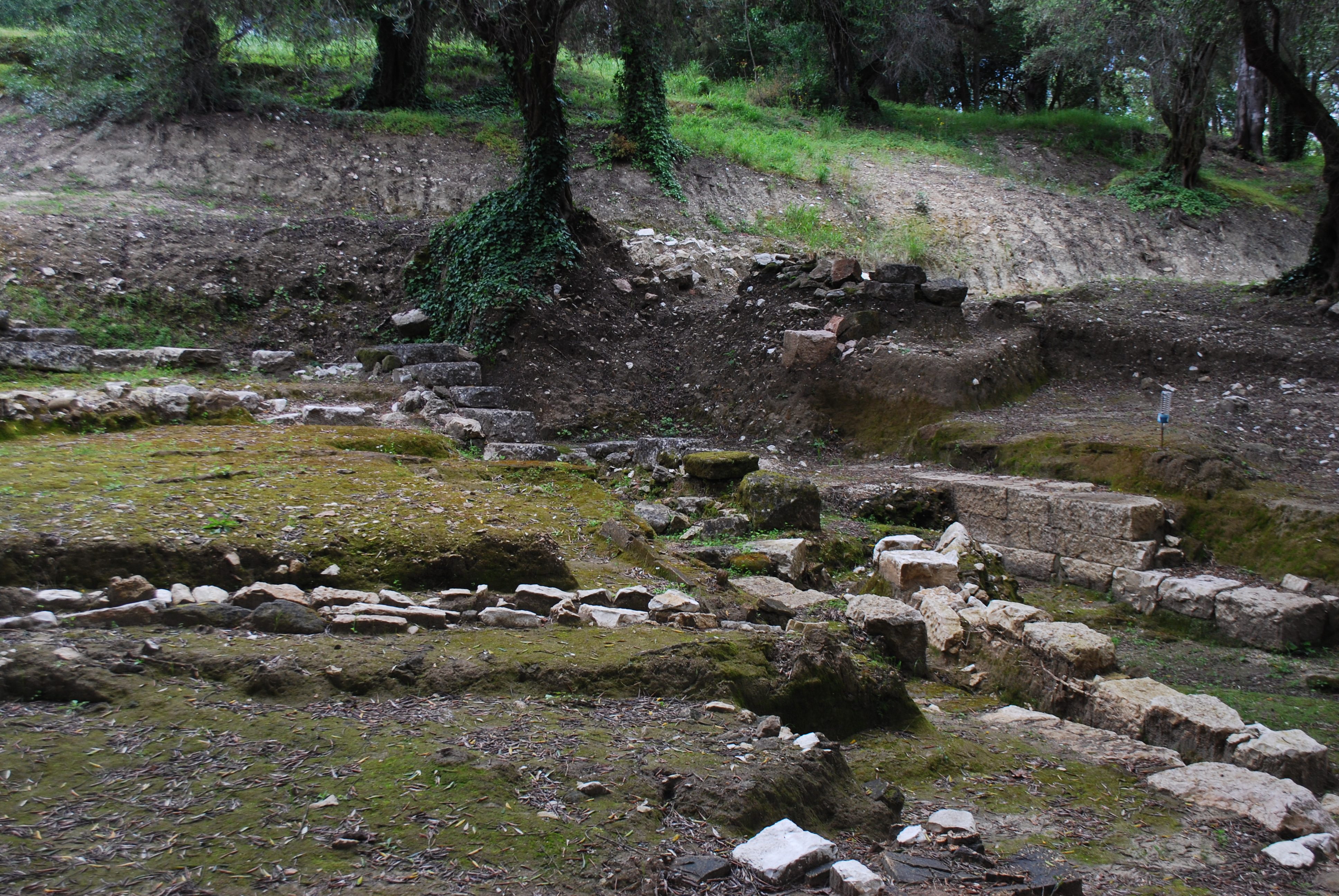
Ruines dans le parc
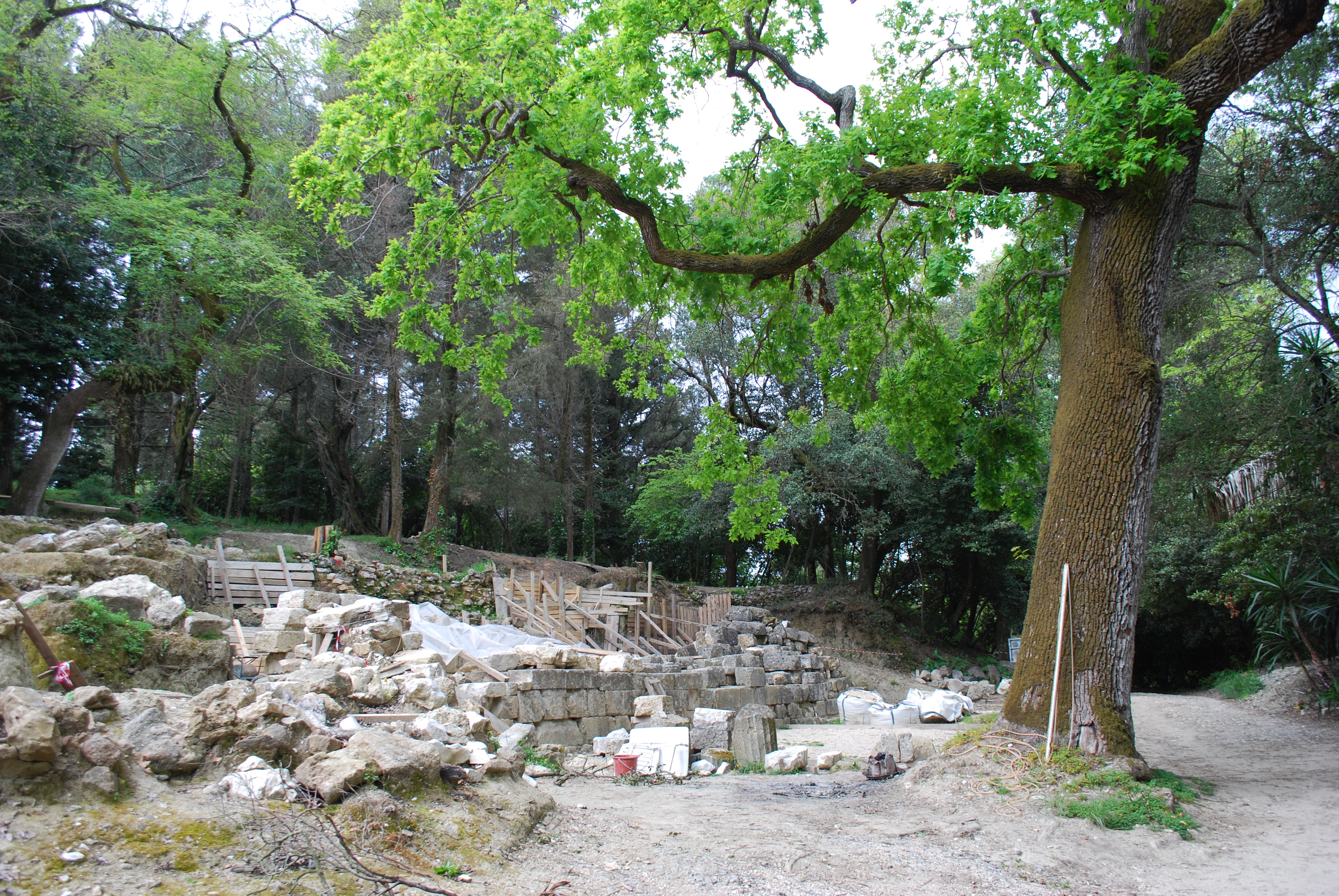
Temple d'Héra
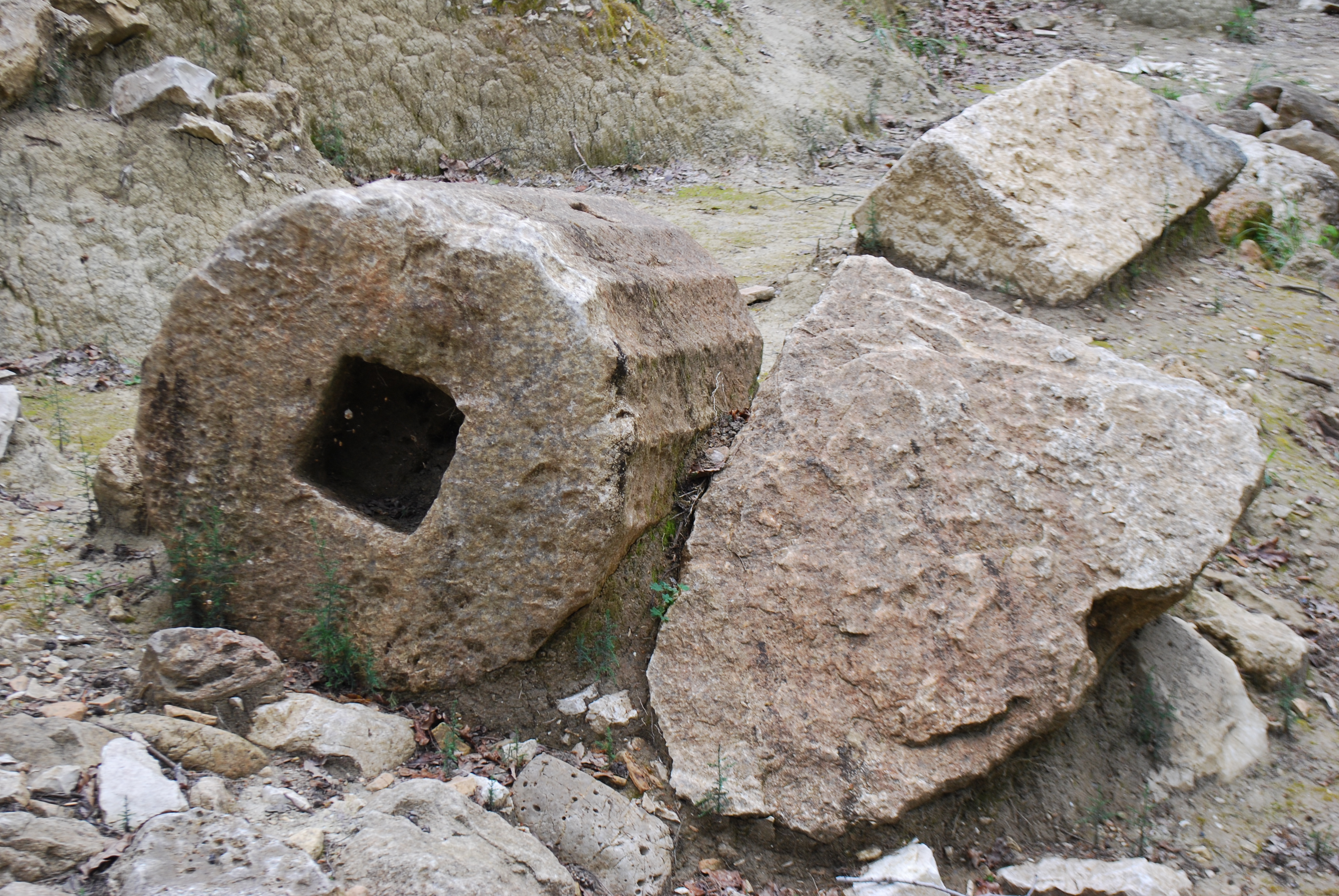
Temple d'Héra
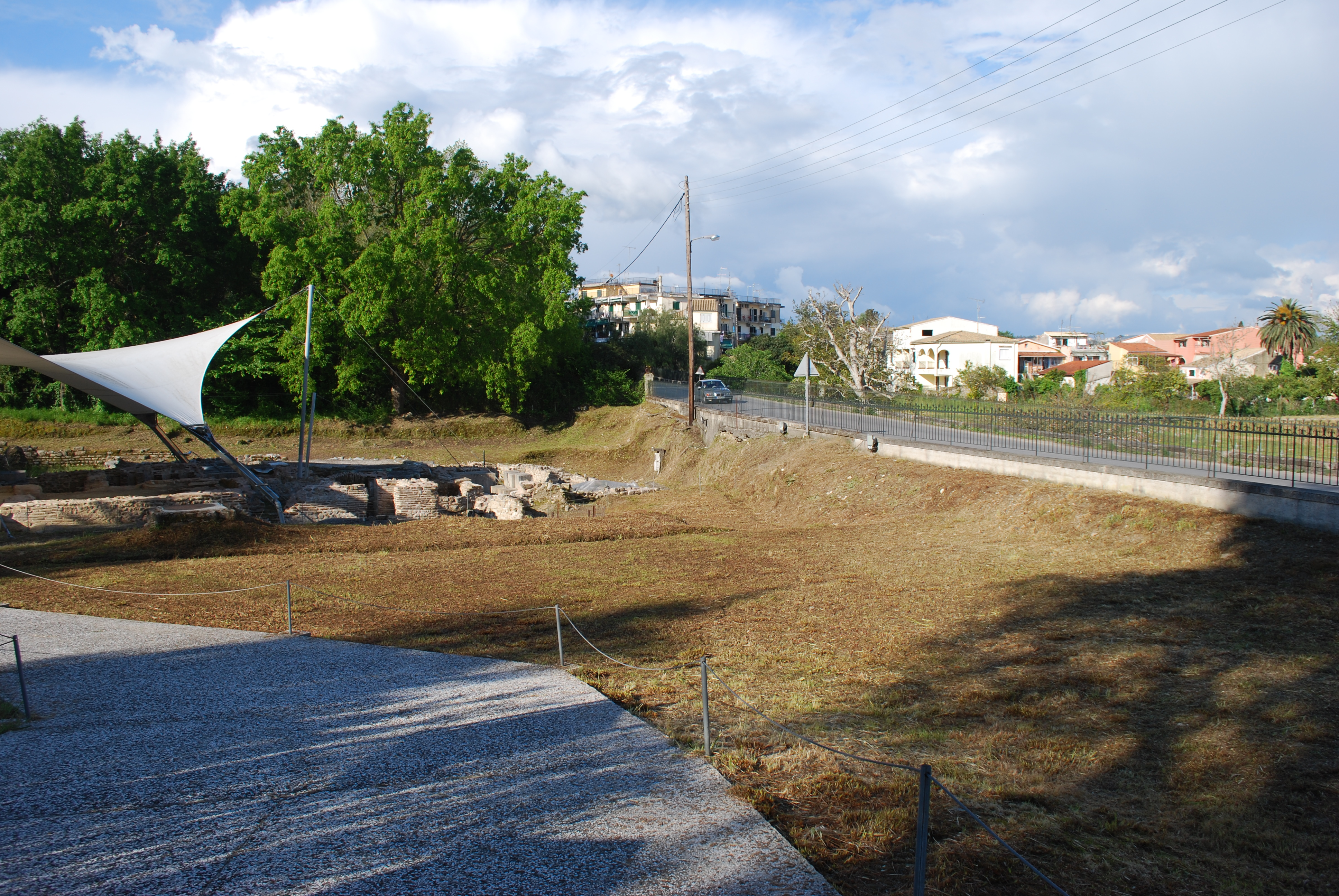
Bains romains
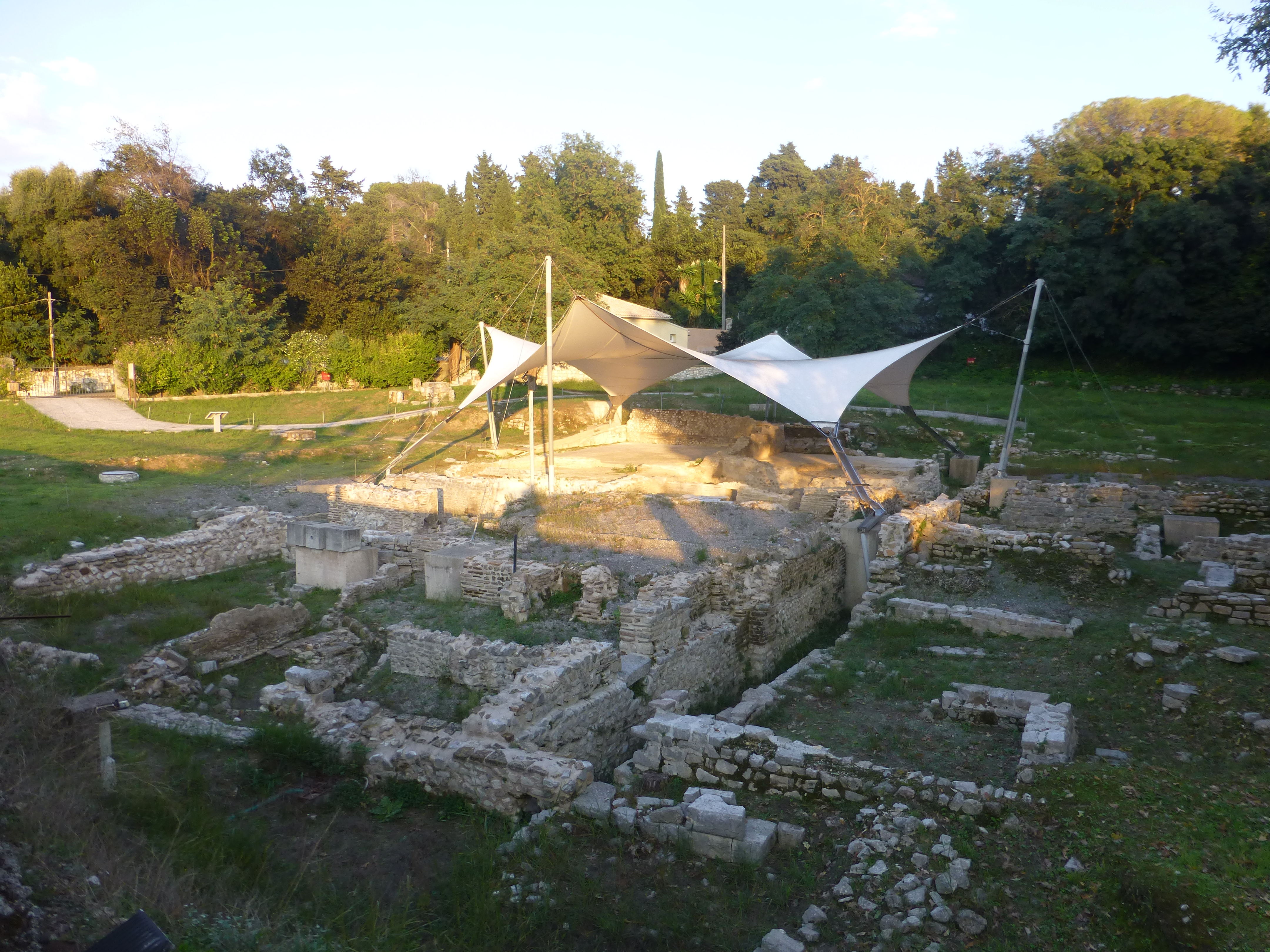
Bains romains
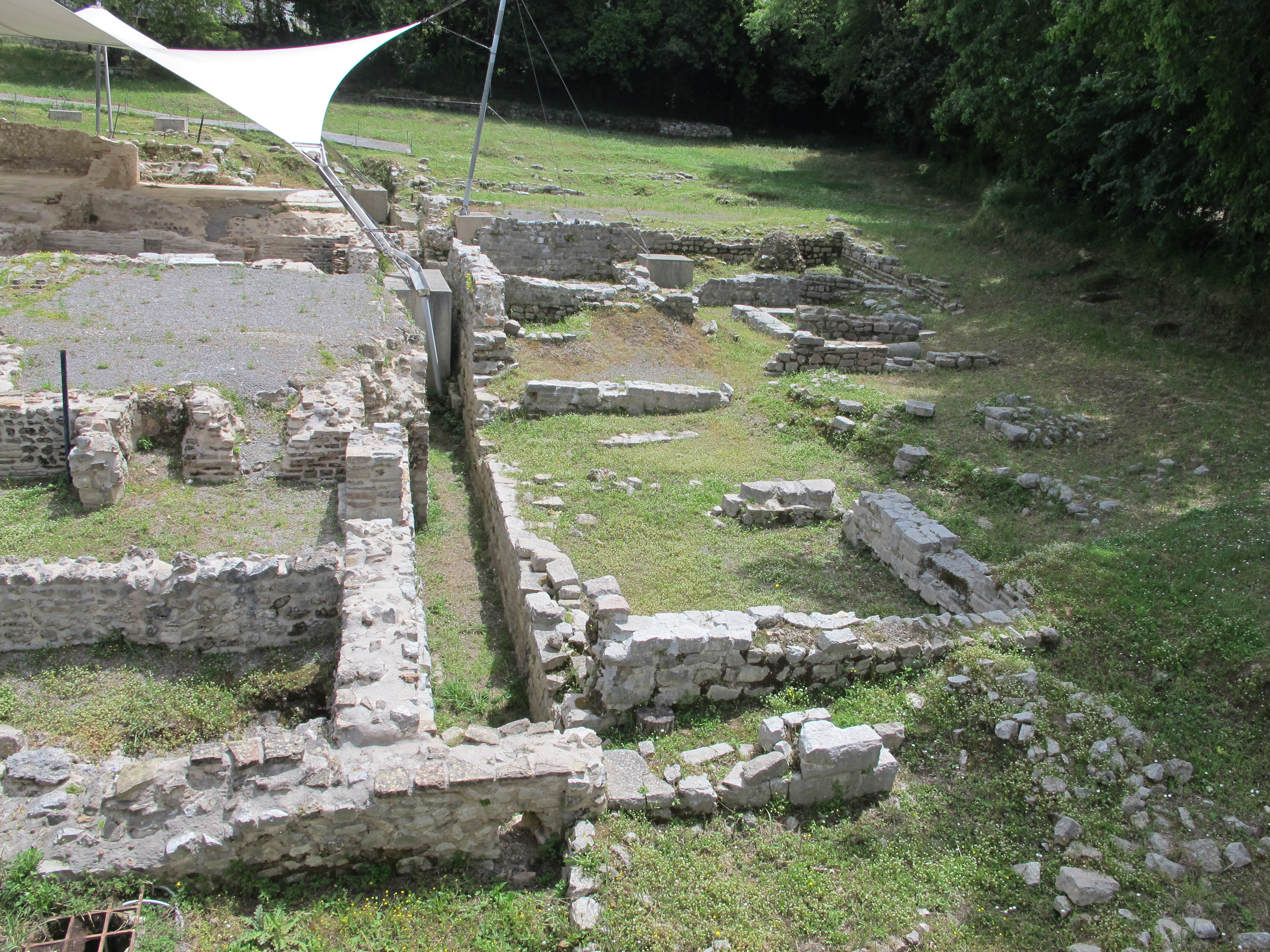
Bains romains
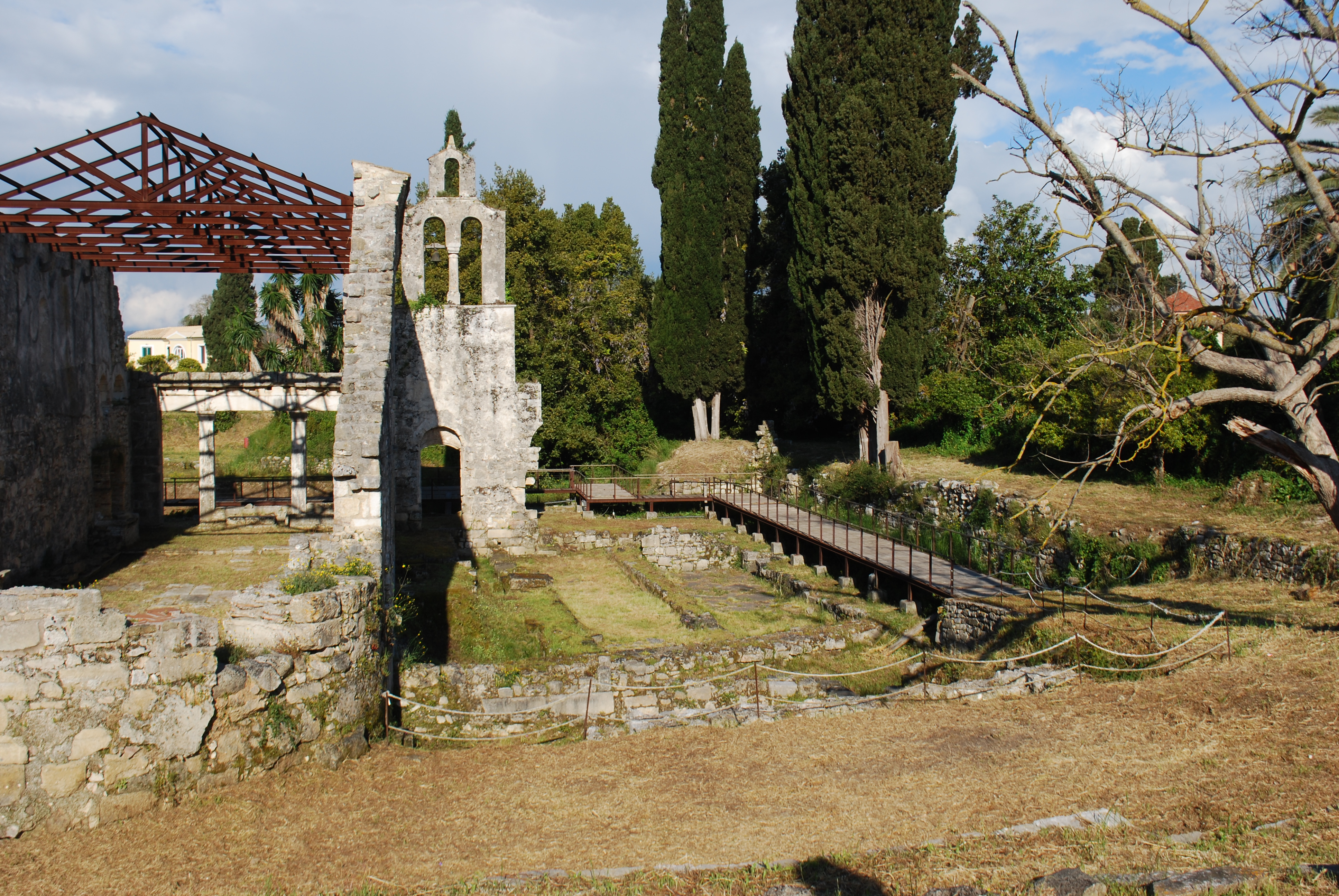
Église antique

Musée de Mon Repos
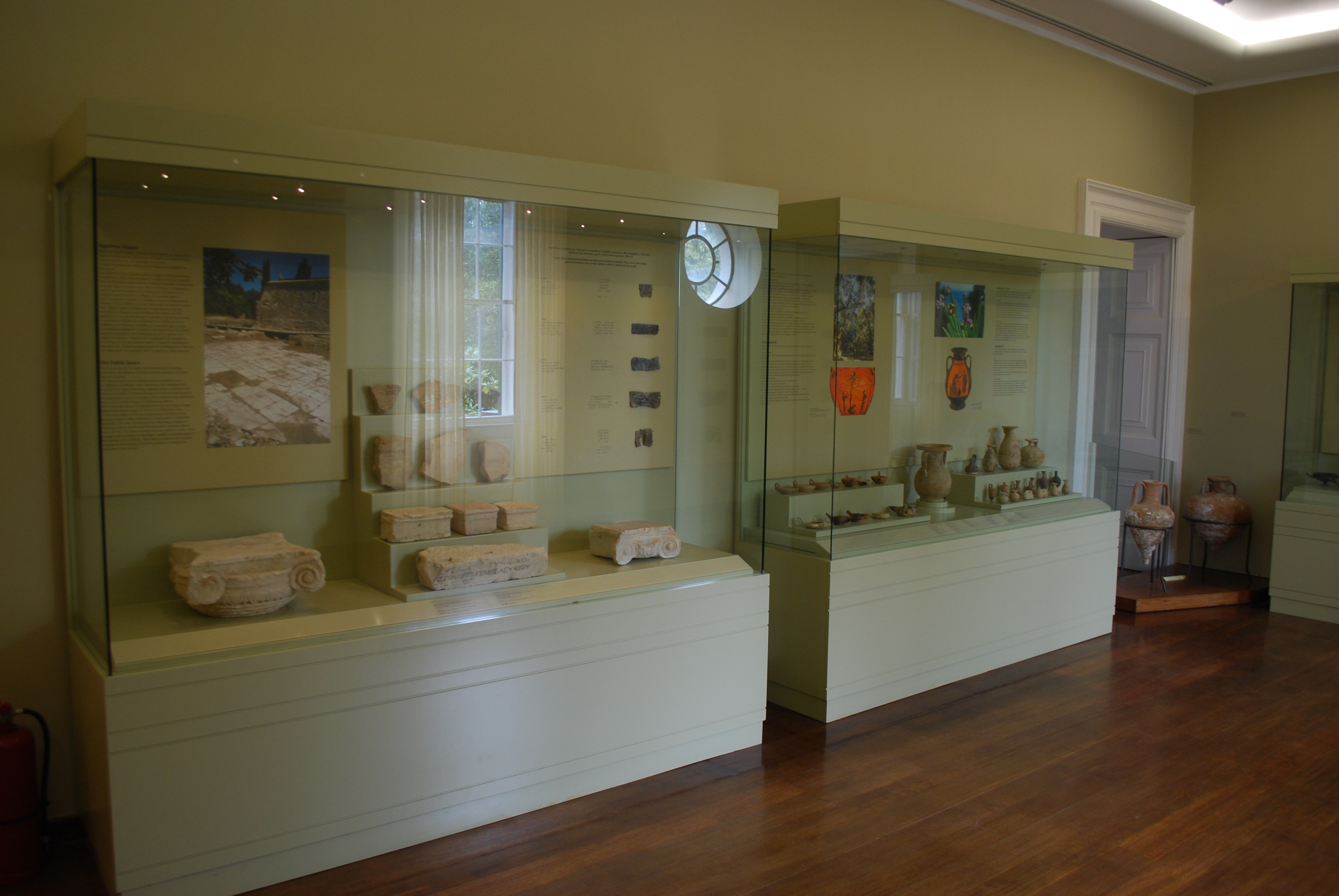
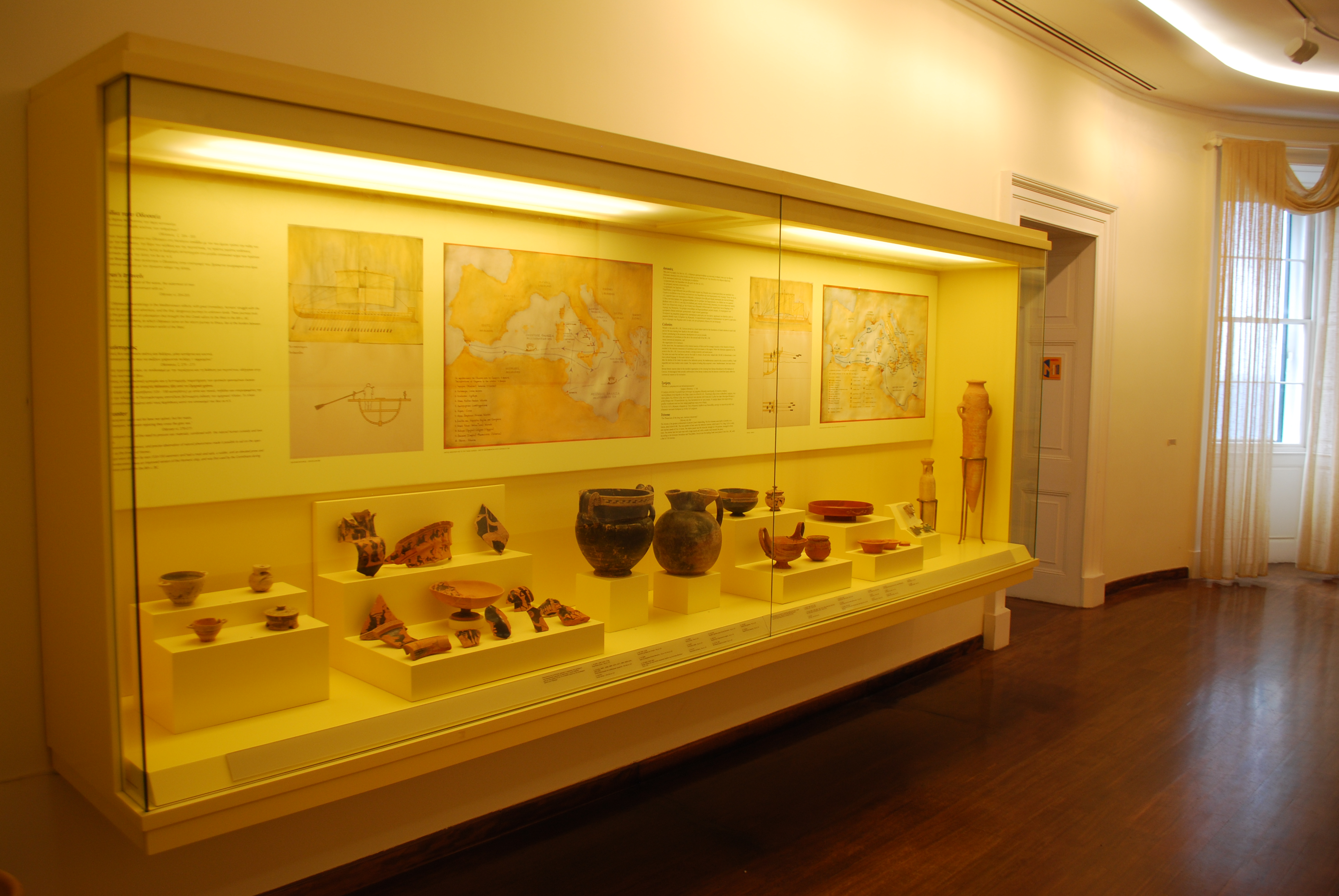
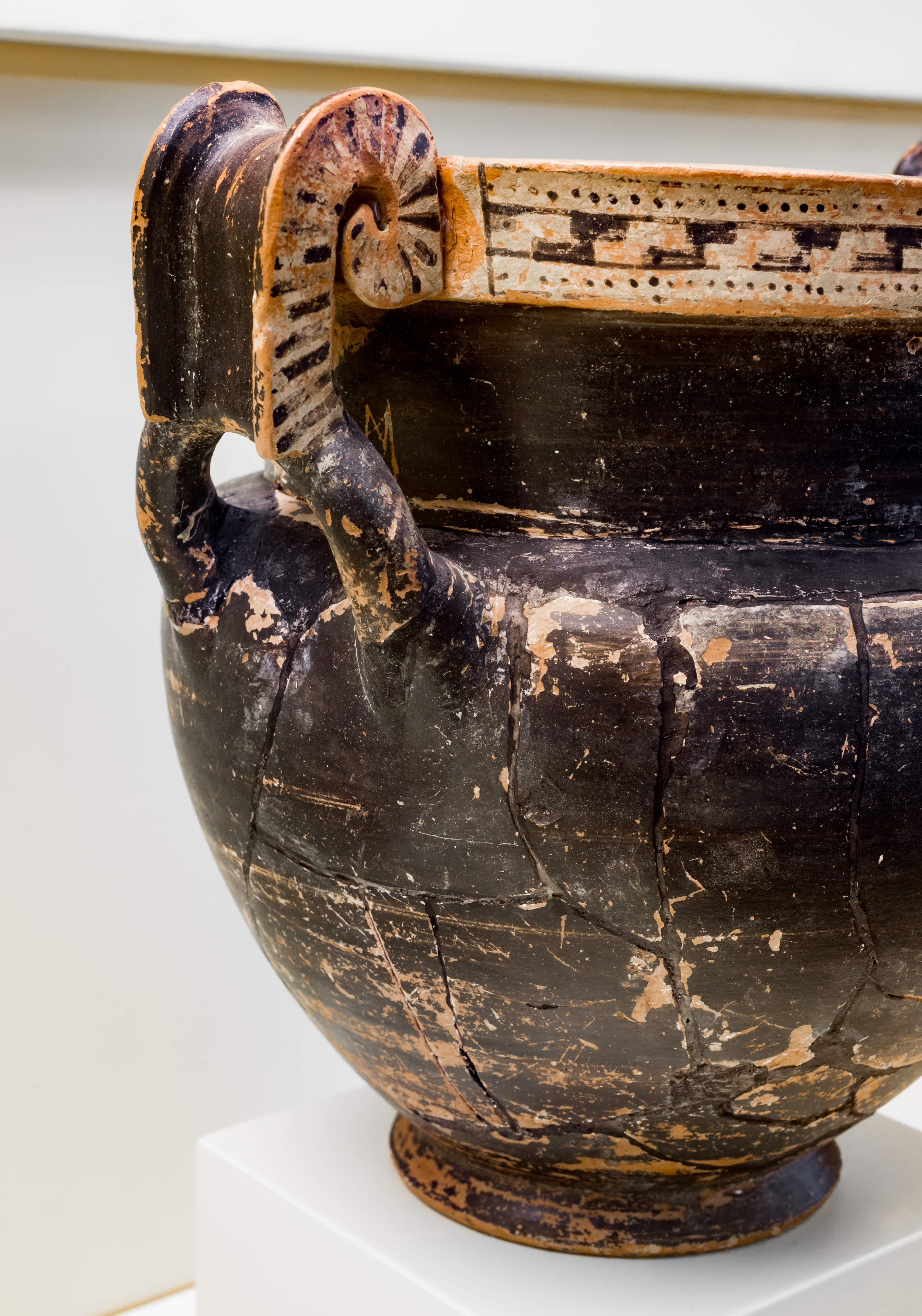
Cratère laconien, groupe B
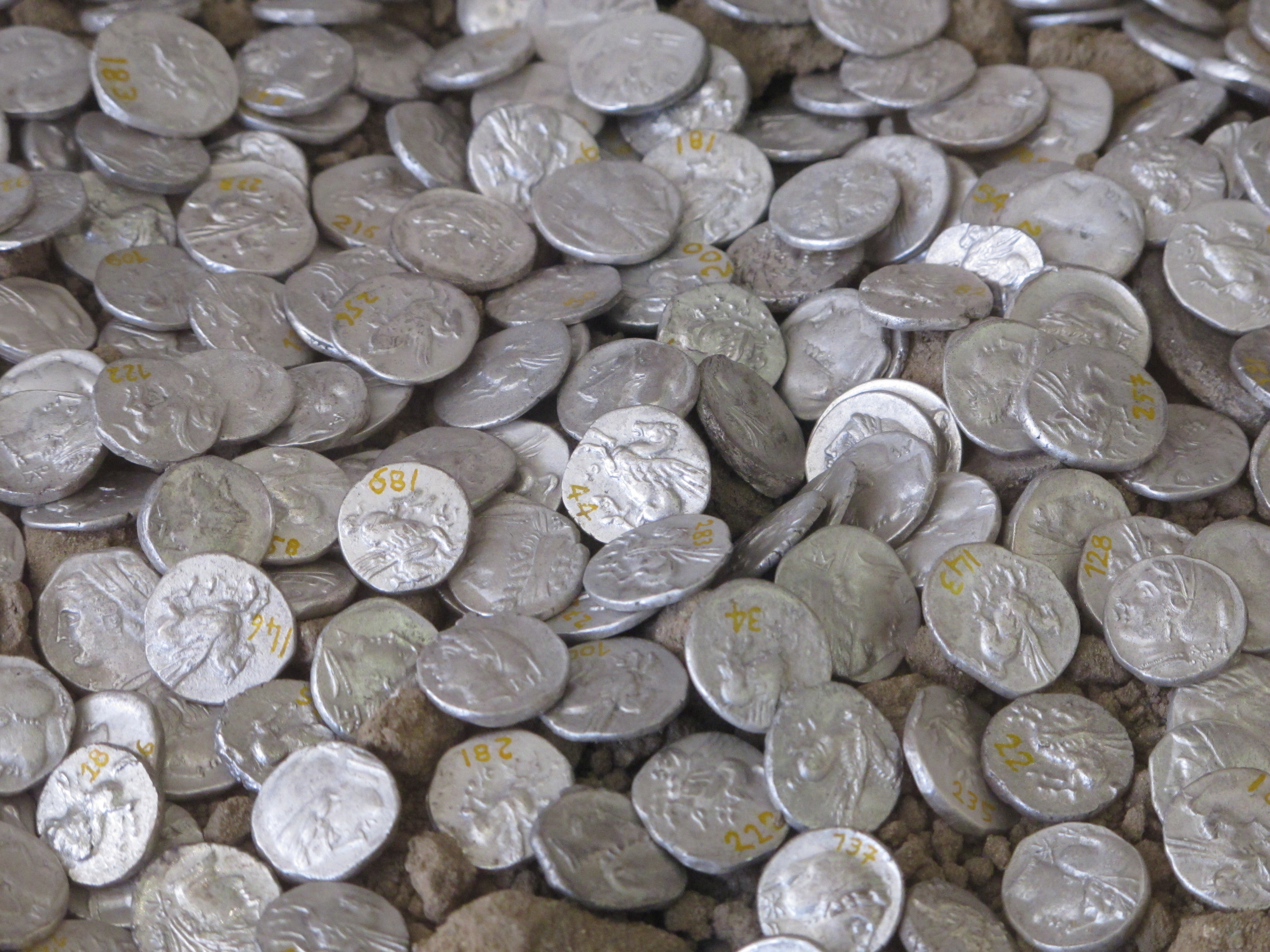
Musée : monnaies corinthiennes et kerkyriennes, IIIe siècle av. J.-C.
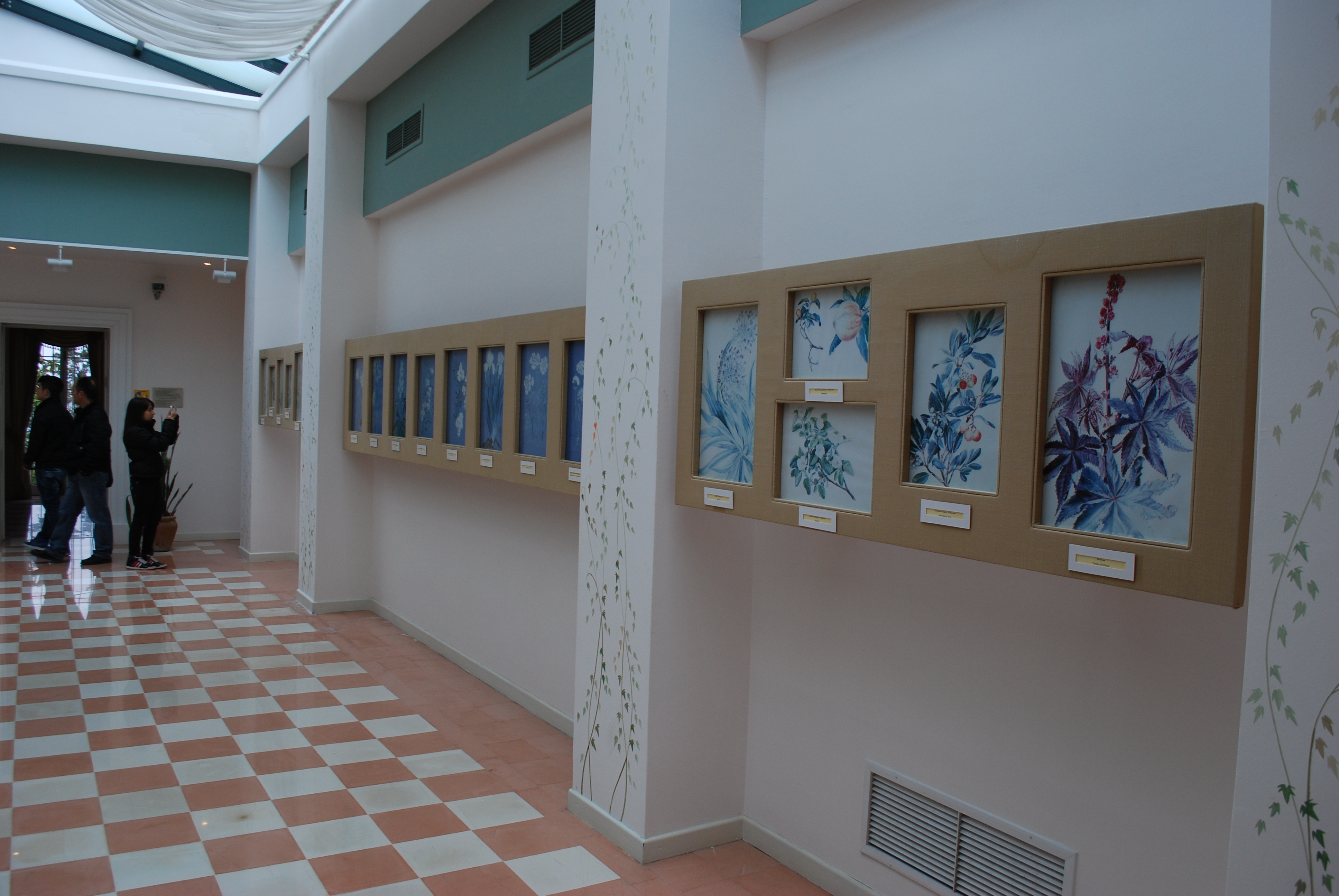
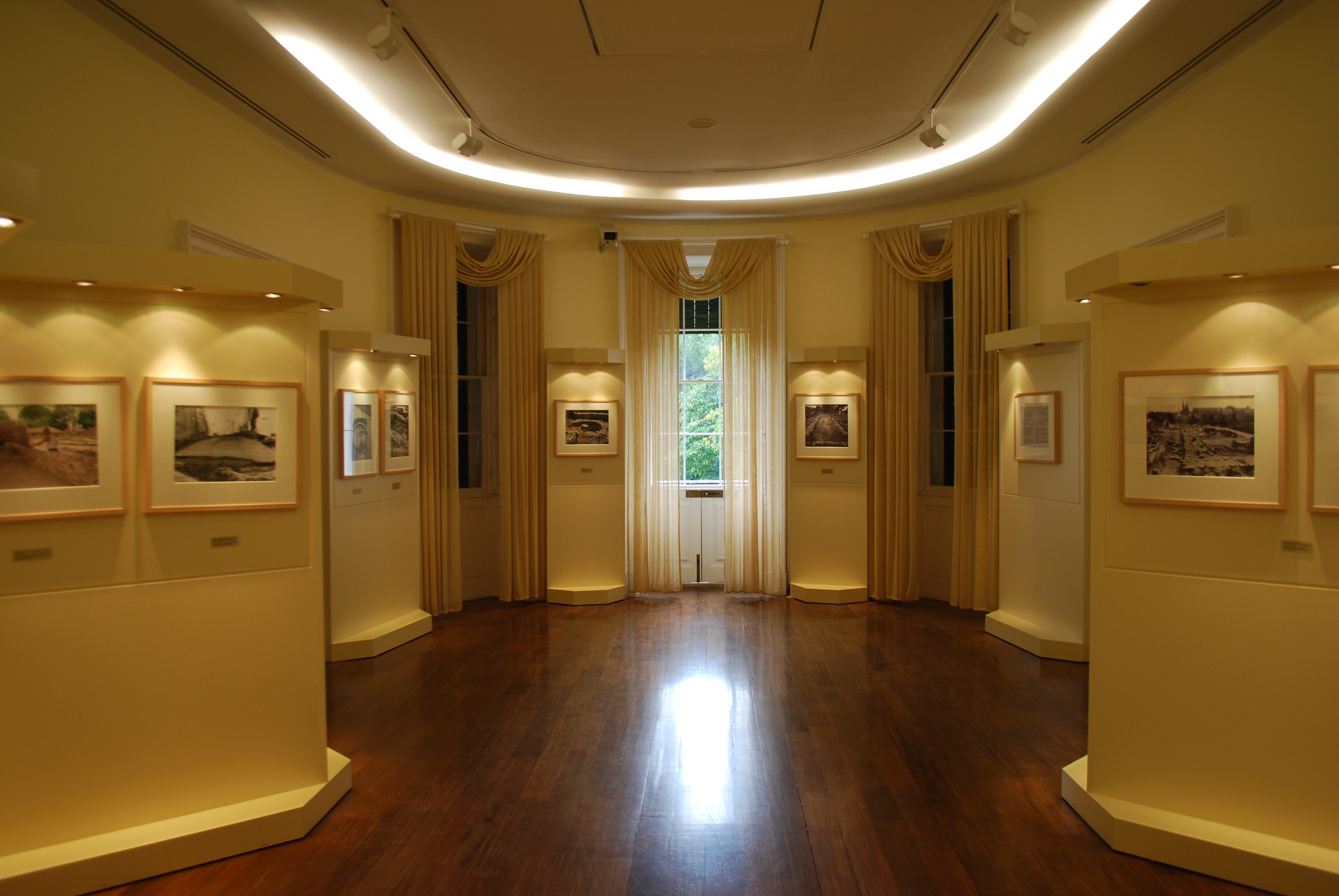

### Temple dit «de Kardaki»

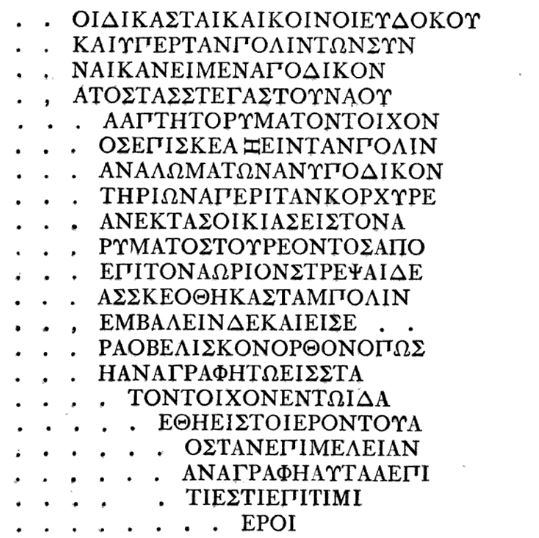
Inscription de Vérone à propos du temple de Kardaki

Le temple dit « de Kardaki » est dans la pointe sud du parc de Mon Repos. Il a été découvert dans les années 1820 grâce aux sources qui se trouvent dans un ravin du Mont Ascension. Au pied du mont, du côté de la mer, se trouve une fontaine ou réservoir qui reçoit l'eau de ces sources. L'eau de ce bassin est utilisée par les bateaux du port voisin qui y remplissent leurs tonneaux. A l'automne 1822 les sources étaient très basses ; ordre fut donné au colonel Whitmore de déblayer l'accumulation de terre à la sortie du ravin. Ces travaux mirent au jour une colonne dorique, et de plus amples recherches découvrirent le plan d'un temple.
Les colonnes côté ouest (vers l'intérieur des terres) étaient encore en place, ainsi que cinq autres colonnes côté sud et deux colonnes côté nord, mais celles-là très endommagées. Les murs de la cella ont été enlevés ; l'intérieur présentait encore des vestiges d'un autel. Le reste du bâtiment, et la roche sur laquelle il se tenait, sont tombés à la mer. La façade était tournée vers la mer, orientée est-sud-est. La plateforme en haut de la falaise, sur laquelle le temple a été construit, est à environ 100 pieds d'altitude. Les recherches menées par le colonel Whitmore ont également mis au jour plusieurs sculptures en terre cuite de têtes de femmes et une petite jambe - cette dernière pouvant être une offrande votive ou une partie de jouet comme on en trouve dans les tombes d'enfants. De nombreux autres objets ont aussi été trouvés à cette occasion, y compris des pièces de monnaie d'Épire, Apollonie, Corinthe, Syracuse et Coracie. De nombreuses tuiles du toit ont été gravées de noms, peut-être ceux des maîtres d'œuvre qui ont travaillé à sa construction ou sa rénovation ; on y trouve les noms d'Aristomenes, Thersia, Damon, et d'autres. La forme des lettres composant ces noms, et l'architecture du bâtiment, ses proportions, etc, ont suggéré à Whitmore une datation approchant celle du Parthénon ou du temple de Thézée, vers le milieu du Ve siècle av. J.-C.. Le temple de Kanoni (ou Cadachio) semble être celui mentionné dans une inscription déjà connue à l'époque au musée de Vérone (transcription ci-contre), inscription décrite lors de la publication de la découverte du temple de Kardaki :

« Cette inscription commémore la sanction de la république de Corcyre concernant la construction de certains ouvrages publics. Elle détaille les prix ou les coûts de l'étain, du plomb, du laiton, du transport, des excavations et de la finition ; le coût d'un serpent en bronze, de la nitre pour l'autel, de l'érection d’un obélisque et d'un mur de soutènement construit par Metrodorus. Par elle les magistrats approuvent ce qui a été exécuté. Ils indiquent aussi l'enlèvement du toit du temple ; le détournement des cours d'eau, de peur que la force des sources n'endommage le mur de soutènement ; et bien que beaucoup soit effacé, ordonnent que le courant des eaux jaillissantes devait être détourné du temple vers les docks et les entrepôts. »

Une publication en 1828 de l'architecte William Railton (en) (le créateur de la colonne Nelson), qui visita le site au printemps 1825, présente cinq illustrations du site de l'époque.

### Palais royal

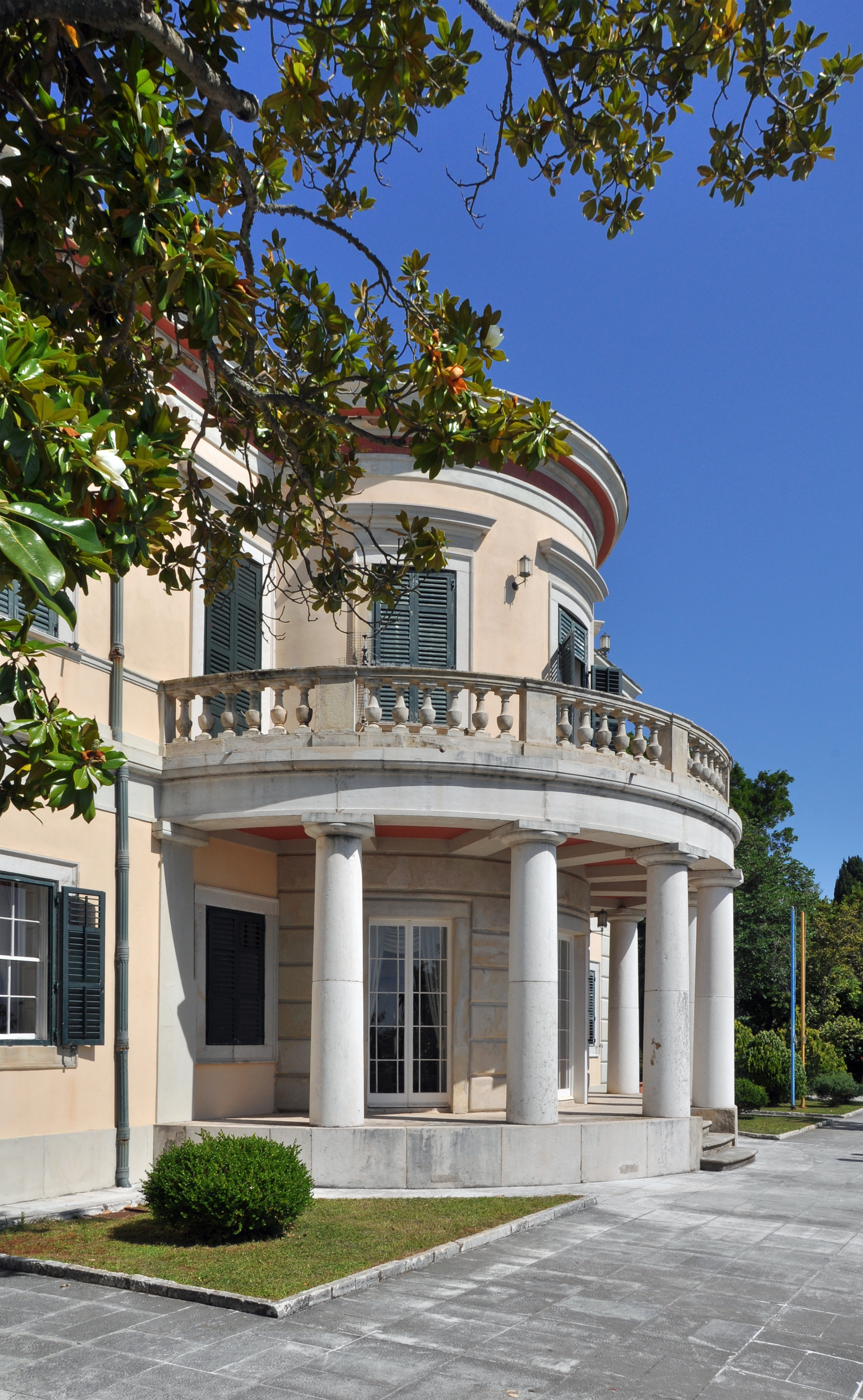
Mon Repos, sa façade tournée vers la mer.

Sir Frederick Adam, second gouverneur britannique des Îles Ioniennes, arrive à Corfou en 1818. En 1820 il épouse Nina Palatianou, aristocrate locale. Il fait bâtir le palais de Mon Repos sur 12 ha, sur un site où sont déjà connues d'importants vestiges antiques — un terrain qui sied bien au style Régence anglaise du jardin, avec ses traits classiques en vogue au XIXe siècle Toutefois, la rareté de l'eau impose des plantes méditerranéennes. La construction dure de 1821 à 1832. 
Mais, une fois Adam nommé gouverneur de Madras en 1832, Mon Repos est transformé en résidence d'été pour les représentants de Londres.
Après l'annexion des îles Ioniennes par le royaume de Grèce en 1864, le palais est racheté par le roi Georges Ier qui le nomme Mon Repos. La famille royale s'y rend régulièrement l'été et plusieurs descendants du roi y voient le jour : le prince Georges en 1869, la princesse Alexandra en 1870, le prince Philippe (futur duc d'Édimbourg) en 1921 et la princesse Alexia en 1965. C'est également à Mon Repos que se marient la princesse Marie et le grand-duc Georges Mikhaïlovitch de Russie en 1900.
Le peintre impressionniste John Singer Sargent y fait un séjour de six semaines en automne 1909, accompagné de sa sœur Emily, l'amie de celle-ci Eliza Wedgwood, et Wilfrid et Jane de Glehn. Il y a peint entre autres une aquarelle Lights and Shadows, Corfu, maintenant au musée des Beaux-Arts de Boston ; a garden in Corfu et de nombreuses autres œuvres.

Œuvres par John Singer Sargent, Corfou, séjour d'automne 1909
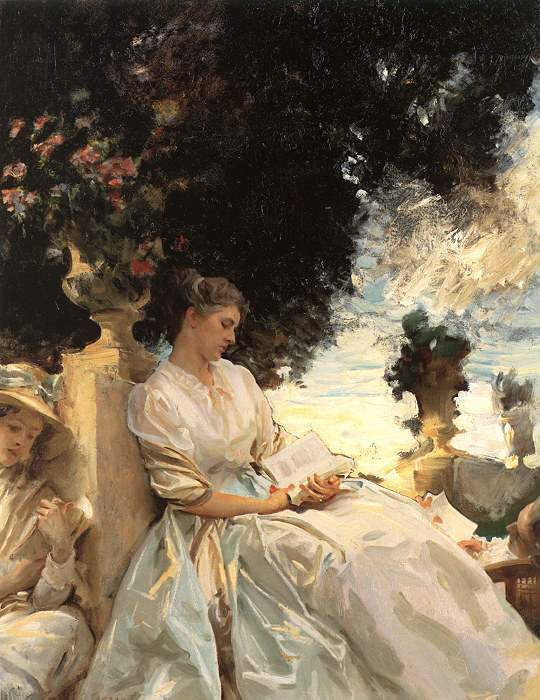
Jane Emmet de Glehn at Corfu
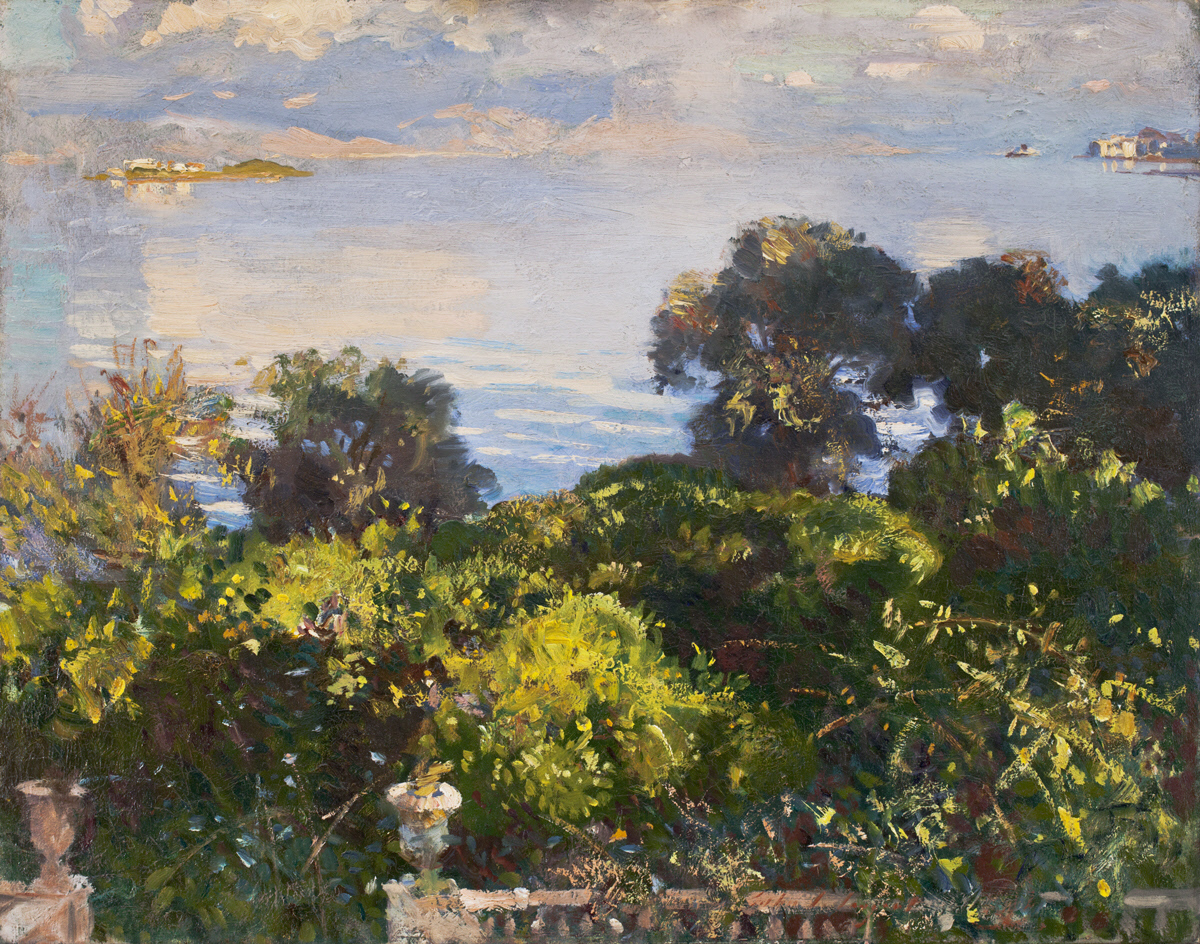
Oranges at Corfu, Worcester Art Museum
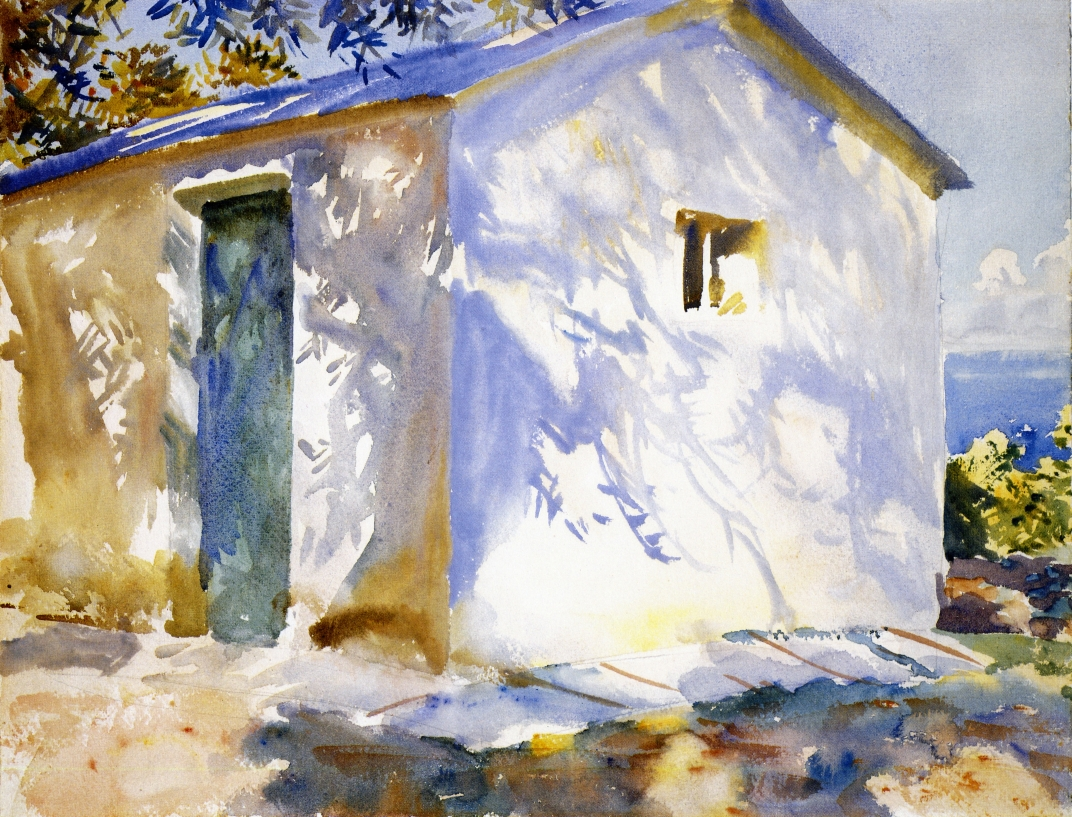
Light and shadows, coll. privée
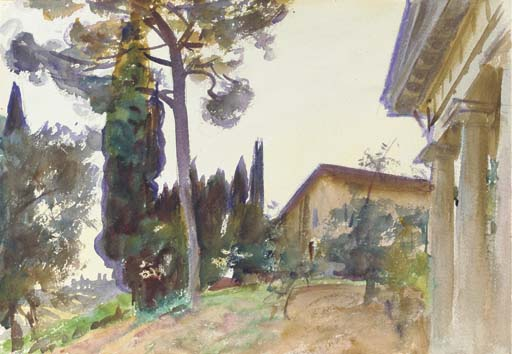
Mon Repos
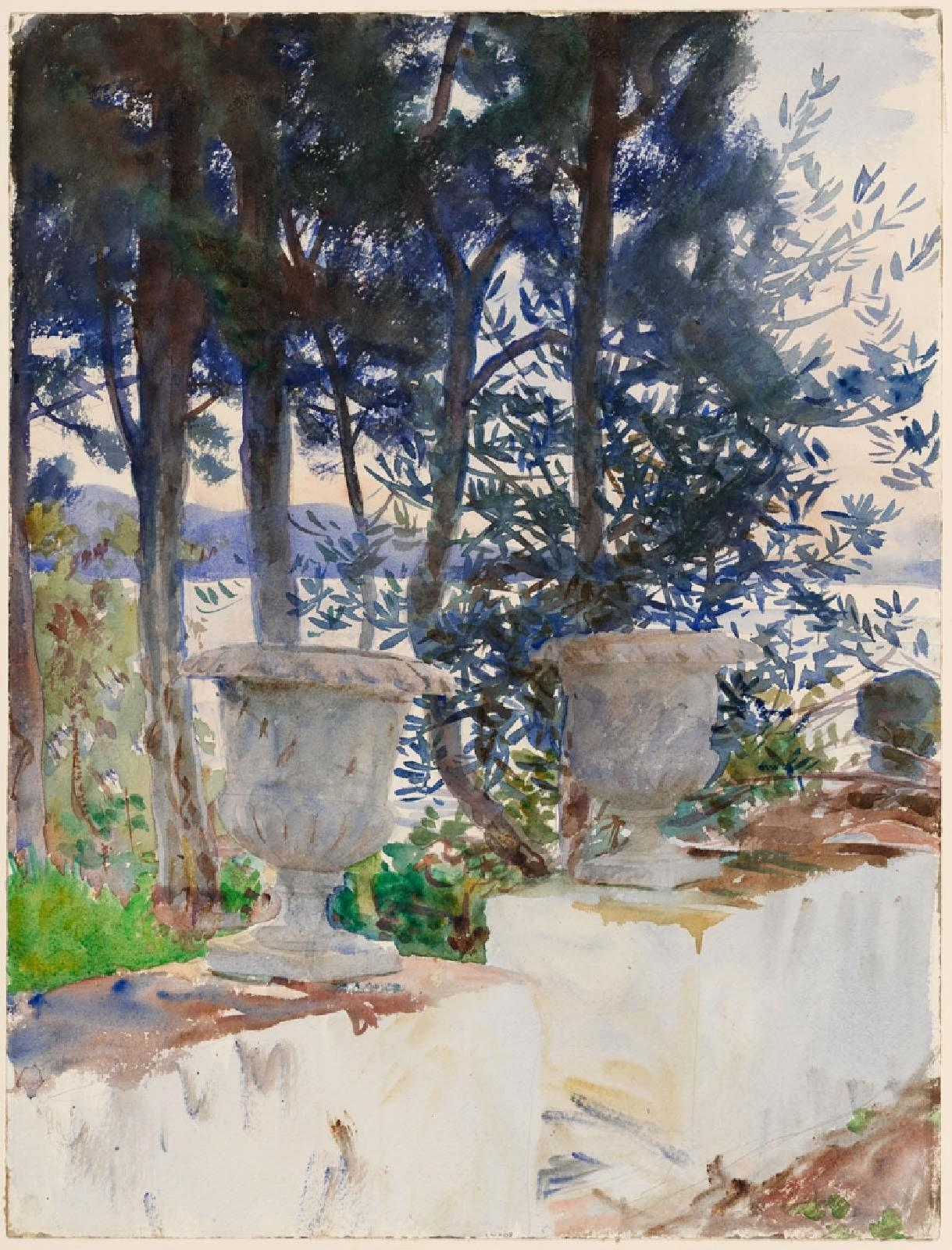
Corfu The Terrace

Pendant la Seconde Guerre mondiale, Mon Repos est occupé par les Italiens et devient la résidence du gouverneur des îles Ioniennes, Piero Parini (it).

## Usage
Après 1967, la propriété reste fermée de 1974 à 1992 alors que l'ex-roi Constantin II de Grèce tente de récupérer la propriété en portant plainte contre son pays devant la Cour européenne des droits de l'homme ; mais la Cour oblige la République hellénique à dédommager l'ancien souverain et non à lui rendre ses propriétés,. En 1994, le développement du parc est transféré à la municipalité de Corfou.
Aujourd'hui, Mon Repos est un musée qui abrite des vestiges archéologiques des îles Ioniennes.

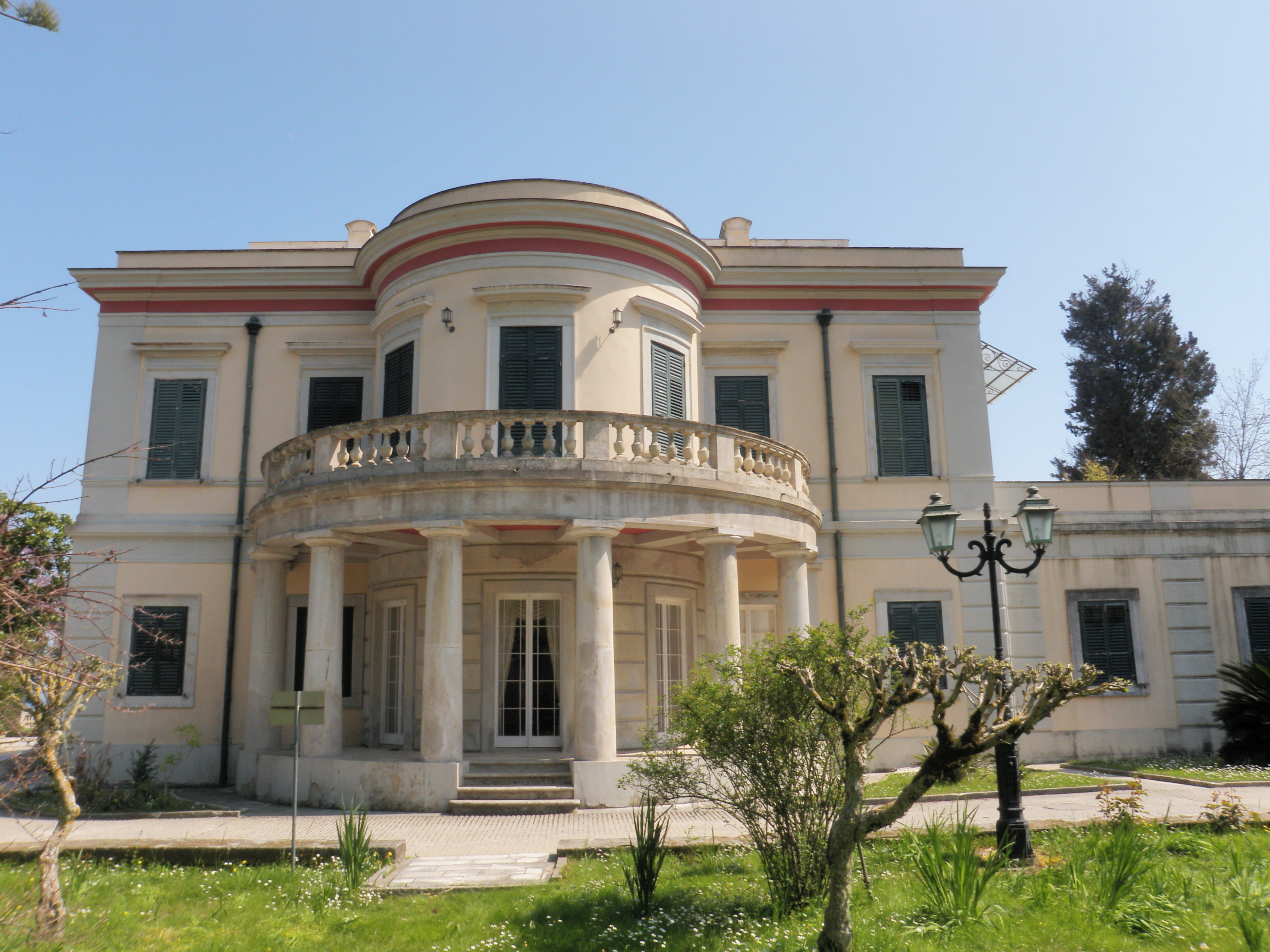
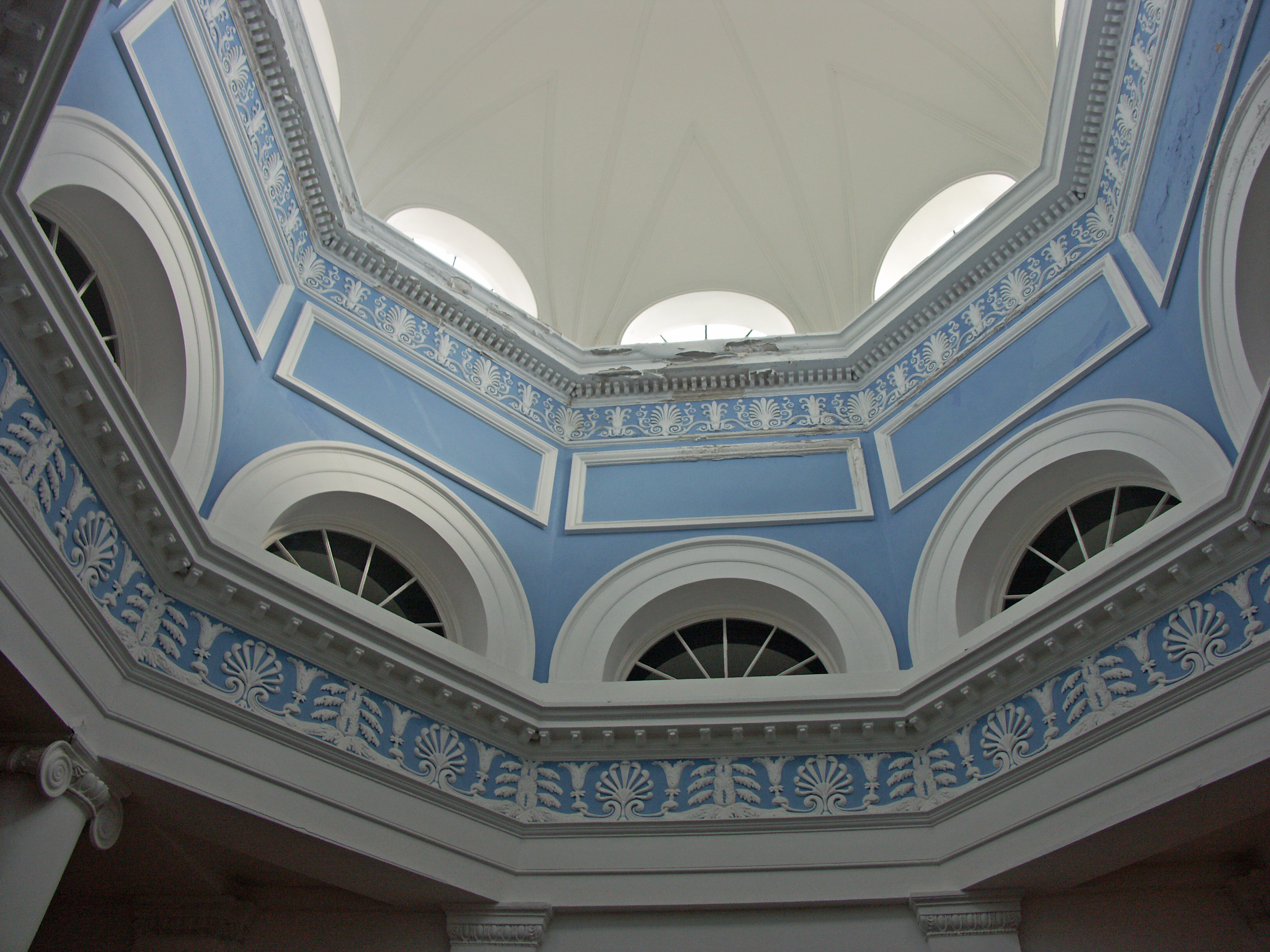
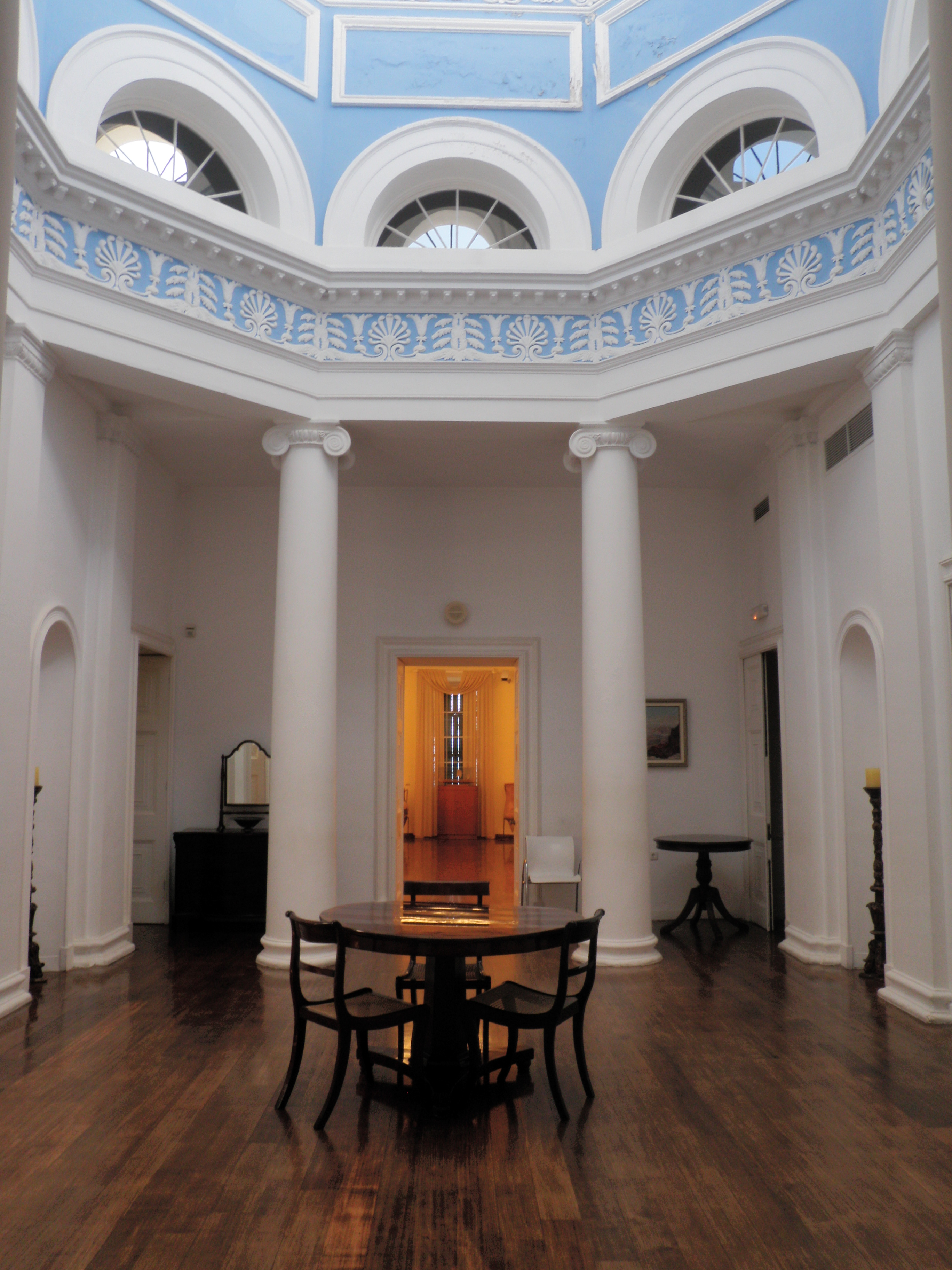
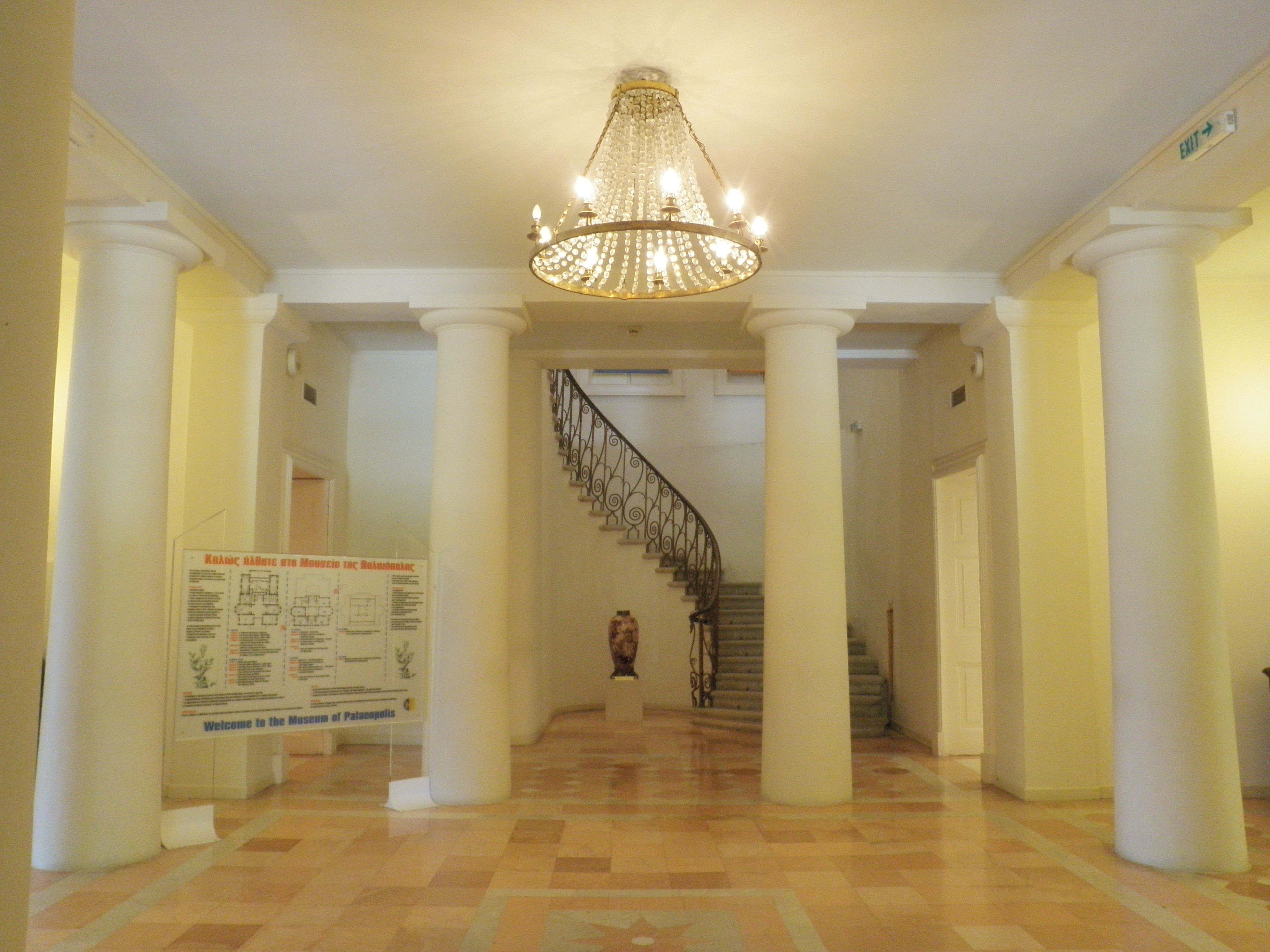
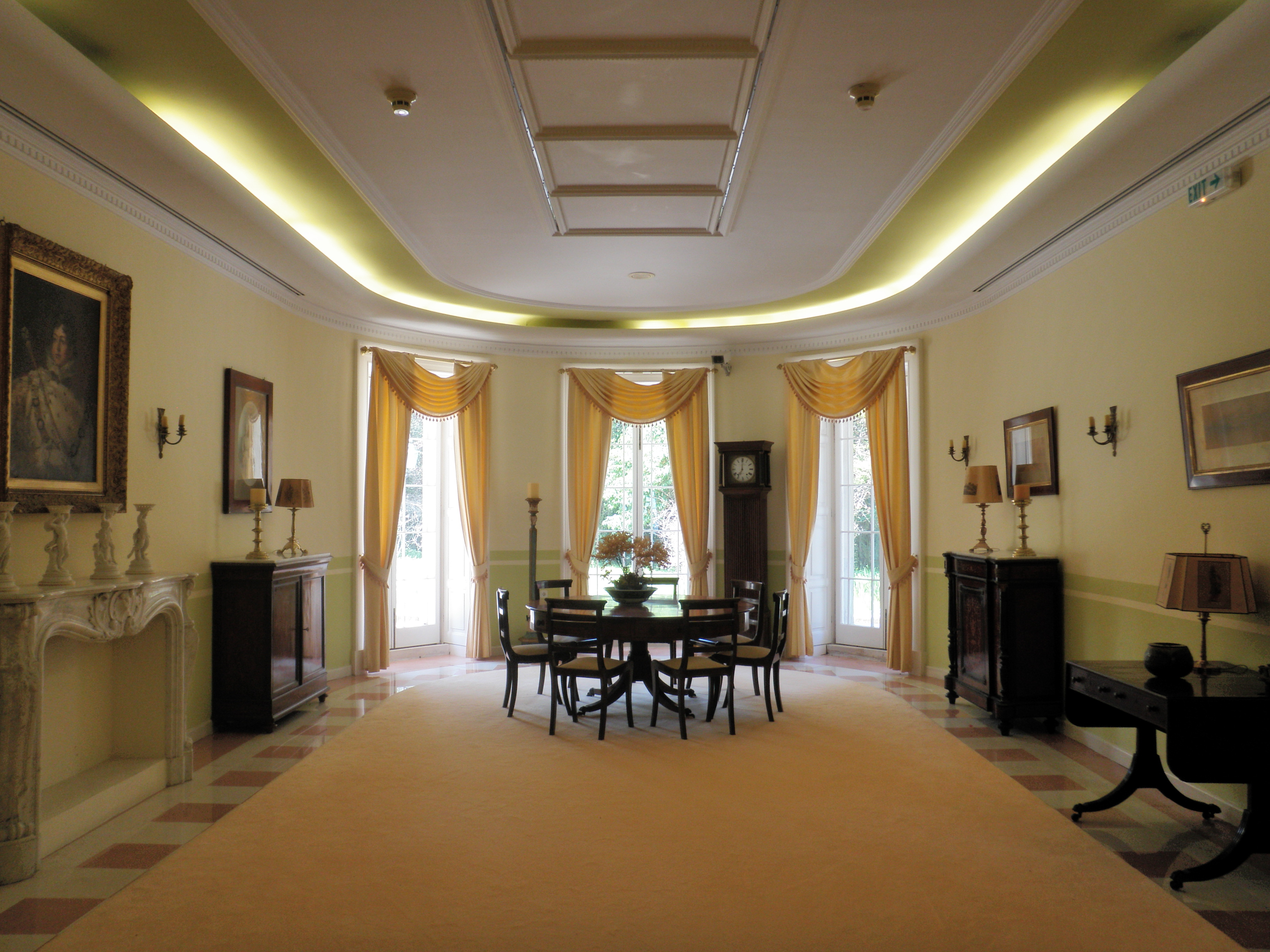
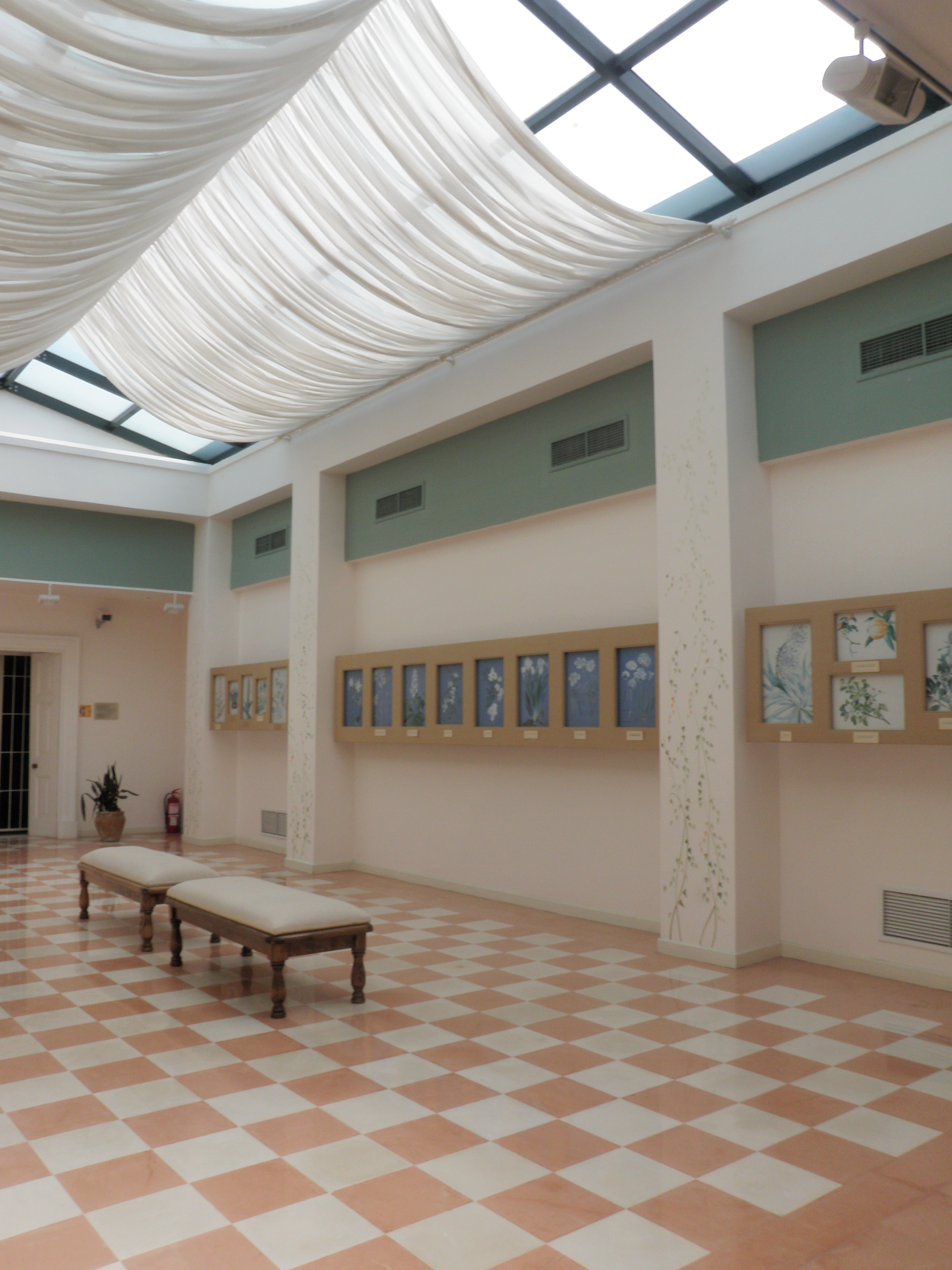